# Lądowisko Laszki
Lądowisko Laszki – lądowisko w Laszkach, położone w gminie Laszki, w województwie podkarpackim, ok. 20 km na wschód od Jarosławia. Użytkownikiem Lądowiska Laszki jest Aeroklub Ziemi Jarosławskiej.
Lądowisko powstało na bazie przekształcenia Innego Miejsca Przystosowanego do Startów i Lądowań Laszki w 2012, figuruje w ewidencji lądowisk Urzędu Lotnictwa Cywilnego pod numerem 115. 
Dysponuje trawiastą drogą startową o długości 800 m.